# Tympanogaster cooloogatta
Tympanogaster cooloogatta är en skalbaggsart som beskrevs av Perkins 2006. Tympanogaster cooloogatta ingår i släktet Tympanogaster och familjen vattenbrynsbaggar. Inga underarter finns listade i Catalogue of Life.